# Charlie Puth
Charles Otto Puth Jr. (Rumson, 2 dicembre 1991) è un cantautore, produttore discografico e personaggio televisivo statunitense.
Dopo esser divenuto popolare sulla piattaforma YouTube, ha raggiunto la fama mondiale grazie al singolo See You Again, colonna sonora del film Fast & Furious 7, per il quale viene candidato ai Golden Globe, ai Grammy Award, ottenendo un Critics' Choice Award alla miglior canzone.
L'album di debutto di Puth, Nine Track Mind, è stato pubblicato a gennaio 2016 ed è stato preceduto dai singoli One Call Away, Marvin Gaye con Meghan Trainor e We Don't Talk Anymore con Selena Gomez. Nel 2018 rilascia il secondo album in studio, Voicenotes, successivamente candidato ai Grammy Awards, sostenuto dai singoli Attention e How Long. Il successo ottenuto ha fatto vendere oltre 50 milioni di copie globalmente, di cui 21 milioni di copie grazie a See You Again, brano più venduto del 2015.
Nel corso della carriera, Puth ha scritto e prodotto brani per numerosi artisti, tra cui Pitbull, Jason Derulo, Ava Max, Zara Larsson, Maroon 5, Katy Perry, Little Mix, Michael Bublé e John Legend. Ha inoltre preso parte a numerosi programmi televisivi statunitensi, tra cui The Voice USA nelle vesti di mentore.

## Biografia
Charlie Puth è nato a Rumson, nel New Jersey, figlio di Debra, di origini ebraiche, e di Charles Puth, discendente da immigrati tedeschi. All'età di due anni ha avuto un incidente con un cane, il quale gli ha procurato una cicatrice permanente sul sopracciglio destro. All'età di quattro anni, grazie alla madre, ha cominciato a studiare pianoforte, strumento che suona tutt'oggi. All'età di 12 anni scrisse un album natalizio intitolato Have A Very Charlie Christmas, dando il suo ricavato alla chiesa.
Ha frequentato la Holy Cross School, il Rumson e la Forrestdale Middle School, prima di diplomarsi alla scuola media Rumson-Fair Haven Regional High School nel 2010. Durante la sua settima elementare, studiò pianoforte jazz e classico al Manhattan School of Music. Puth si è laureato nel 2013 al Berklee College of Music, dove si è specializzato in produzione e ingegneria musicale. Durante la crescita scopre di avere l'orecchio assoluto, fenomeno che gli permette di riconoscere note e frequenze senza uno strumento di riferimento.

### 2009–2014: primi anni
Iniziò a pubblicare i suoi primi video musicali su YouTube a partire dal 2009. uno di questi è stata la cover del brano Someone like You di Adele, che ha suscitato molto consenso sul web. Nel 2010 Puth ha inciso un mixtape intitolato The Otto Tunes. Nel mese di ottobre 2011 l'attrice e presentatrice Ellen DeGeneres dichiarò di aver fatto firmare un contratto a Puth insieme ad Emily Luther con la sua etichetta discografica eleveneleven, dopo aver visto su Internet la loro cover di Someone Like You, con la quale i due si sono esibiti al The Ellen D. Il 23 ottobre 2013 incide un altro Mixtape che prende il nome di Ego.

### 2014–2016:Nine Track Mind
All'inizio del 2015, Charlie Puth fu spinto dalla sua etichetta a scrivere una canzone che potesse essere un tributo all'allora recente scomparsa dell'attore Paul Walker, star della saga di Fast and Furious (nella parte di Brian O'Conner) e deceduto il 30 novembre 2013 in seguito ad un grave incidente stradale. In seguito venne contattato dal rapper Wiz Khalifa, che decise di aggiungere all'interno del brano altri versi rappati da lui.

Wiz Khalifa e Charlie Puth durante un concerto presso il Times Square, New York, il 31 dicembre 2015

Il singolo, intitolato See You Again è tratto proprio dalla colonna sonora del film campione d'incassi Fast & Furious 7, viene pubblicato il 17 marzo 2015 e riscuote un grande successo commerciale in tutto il mondo, svettando ai primi posti delle classifiche di diversi paesi, tra cui Stati Uniti d'America, Regno Unito, Canada, Australia, Germania, Italia e Nuova Zelanda. Nel mese di Agosto 2017 conta più di 3 miliardi di visualizzazioni su youtube, numero che lo rende il secondo video più visto nella storia. Il brano riesce inoltre a registrare oltre 4,2 milioni di ascolti su Spotify in un solo giorno, battendo il record di maggior numero di streaming di tutti i tempi in un'unica giornata su scala globale. See You Again è stato candidato per tre Grammy Awards: canzone dell'anno, miglior duo pop/performance di gruppo e miglior canzone scritta per visual media. Inoltre è stato selezionato per la migliore canzone dell'anno per i BBC Music Awards ed è stato candidato per il Golden Globe come migliore canzone originale.
Nel mese di giugno 2015 l'artista collabora con la cantante Meghan Trainor per il suo singolo di debutto Marvin Gaye, dedicato all'omonimo cantante. Anch'esso ottiene un buon successo di vendite e conquista la cima delle classifiche di Regno Unito, Irlanda e Nuova Zelanda, oltre alla top ten in Australia, Austria e Svezia, raggiungendo altresì il 21º posto della Billboard Hot 100. Sempre nel 2015, ha pubblicato il singolo Nothing but Trouble con Lil Wayne, dalla colonna sonora del documentario 808. Nel corso del 2015, Puth ha lavorato a diversi album di altri artisti: ha co-sceneggiato e prodotto Broke e Pull Up per l'album di Jason Derulo, Everything Is 4, co-sceneggiato Bombastic con Bonnie McKee dall'album dello stesso titolo, e prodotto Working Class Heroes (Work) estratto dall'album Heart Blanche di CeeLo Green.

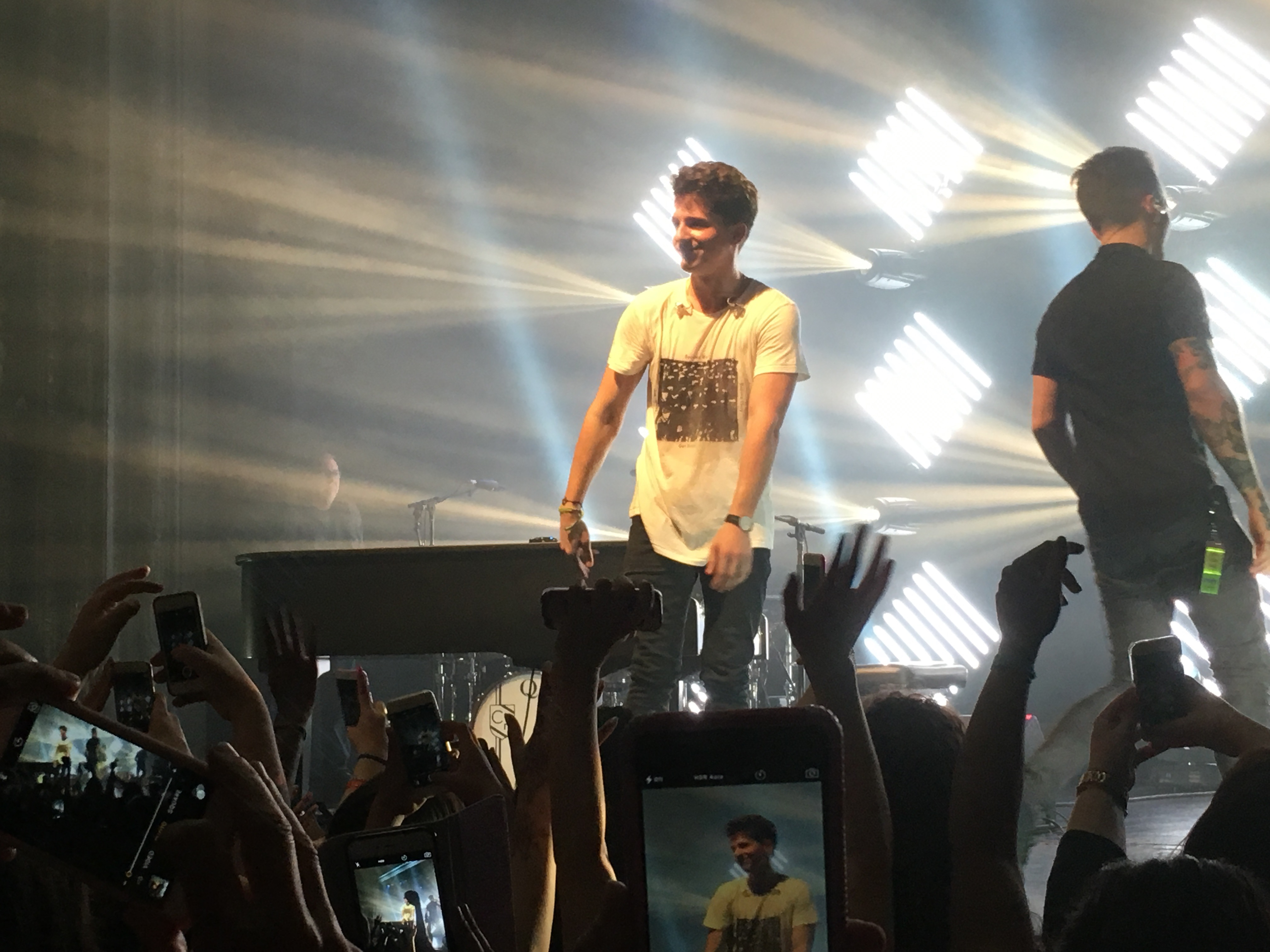
Charlie Puth al Regency Ballroom di San Francisco come parte del suo Nine Track Mind Tour a marzo 2016

Il 14 settembre 2015 pubblica il singolo One Call Away, il primo singolo tratto dal suo album di debutto, Nine Track Mind, uscito il 29 gennaio 2016. Quest'ultimo, dotato di recensioni critiche piuttosto miste, è stato premiato col disco d'oro sia negli Stati Uniti che in Nuova Zelanda. |Il 24 maggio 2016 pubblica il secondo singolo We Don't Talk Anymore, realizzato in collaborazione con la cantante Selena Gomez e che ha raggiunto la top 10 in 55 paesi e la top 40 in più di 10, ma soprattutto riscuote un impetuoso successo in Italia, dove entrambi gli artisti guadagnano il primo posto nelle graduatorie del Paese. Un ulteriore estratto dal primo album, Dangerously, è stato pubblicato il 2 novembre 2016.
Inoltre, Charlie è stato il produttore di canzoni come Slow Motion di Trey Songz e Hotline Bling di Drake. Un'altra collaborazione realizzata in questo periodo è quella con le Little Mix: Charlie è ospite nel loro brano "Oops", incluso nell'album "Glory Days".
Durante il We Don't Talk Tour, Charlie ha suonato per il concerto di Billy Joel a Pittsburgh, utilizzando il pianoforte del cantautore newyorkese.

### 2017–2018:Voicenotes

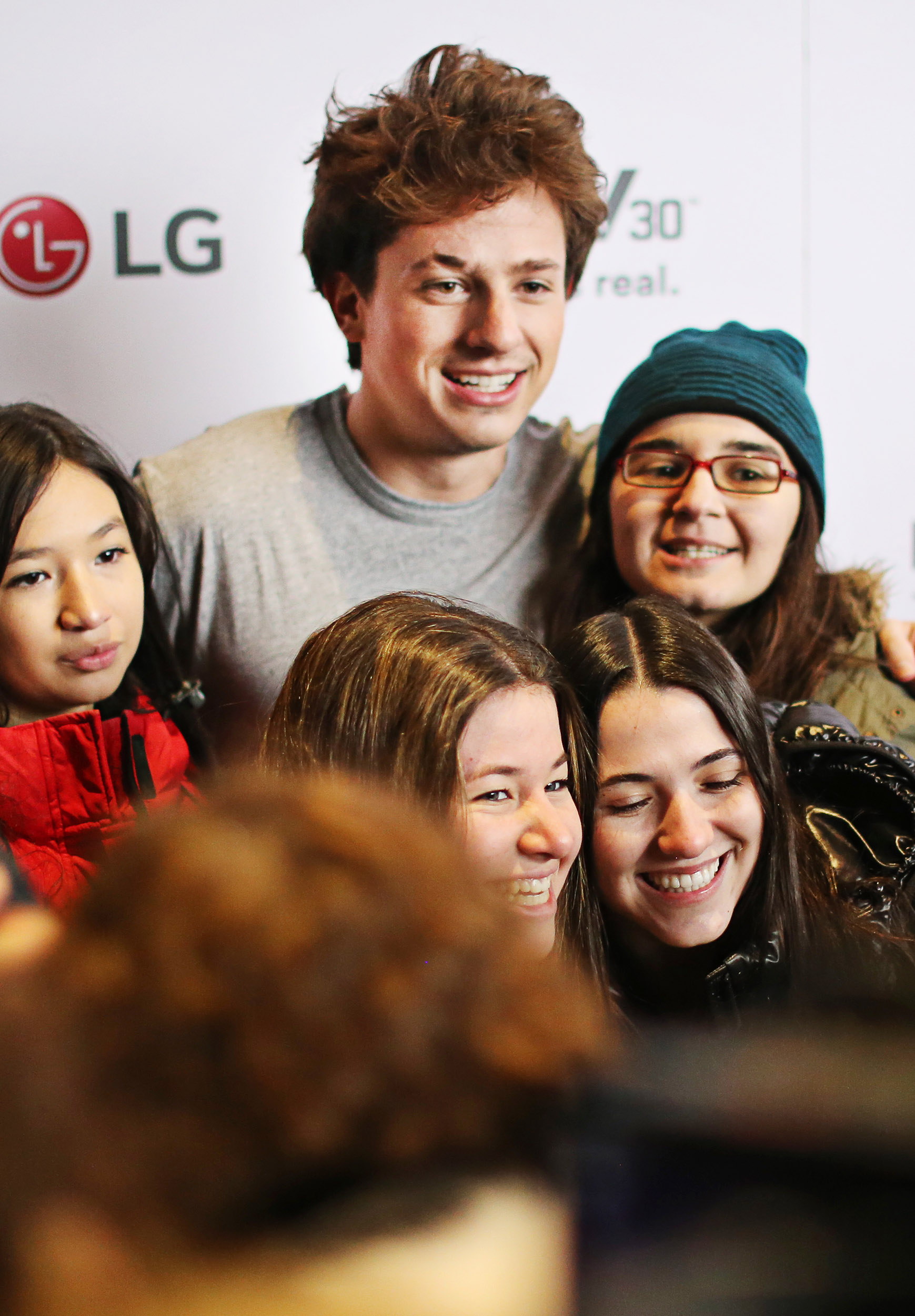
Charlie Puth durante l'evento "Disney Real" il 10 ottobre 2017, New York, USA.

Il 20 aprile 2017 il cantante ha pubblicato il singolo, Attention, primo estratto dal suo secondo album. La canzone parla di un amore difficile con una ragazza che non lo vuole, ma cerca solo le sue attenzioni, pretendendo che non cerchi nessun'altra.
Voicenotes è il secondo album in studio del cantante, la cui uscita è avvenuta l'11 maggio 2018. Nelle prime 24 ore dall'uscita, il disco ha raggiunto il primo posto in classifica su iTunes in oltre 70 paesi.
Tra le esibizioni alle quali partecipa si reca anche in Italia, cantando il 6 giugno presso l'Arena di Verona in occasione dei Wind Music Awards.
Il 5 ottobre 2017 pubblica il singolo How Long, secondo estratto dall'album. Inoltre, Charlie ha co-scritto le canzoni Bedroom Floor e Lips On You rispettivamente per Liam Payne e i Maroon 5. Duetta con il rapper G-Eazy nella canzone Sober, tratta dall'album The Beautiful & Damned.
Il 4 gennaio 2018, Charlie Puth pubblica il singolo If You Leave Me Now, in collaborazione con il gruppo Soul-R&B statunitense Boyz II Men. Ha annunciato che nel suo tour (11 luglio al 1 di settembre) ci sarà anche Hailee Steinfeld come ospite speciale.
Il 15 marzo 2018 pubblica il terzo singolo intitolato Done for Me, in collaborazione con la cantante Hip Hop e R&B statunitense Kehlani, con la quale aveva già precedentemente lavorato ad una cover di Hotline Bling nel 2015. Puth, per questo brano, afferma di essere stato ispirato dagli Wham, noto gruppo degli anni 80.
Il 25 marzo pubblica Change, nuova canzone scritta e cantata insieme al cantante statunitense James Taylor. Puth si è precedentemente esibito con questo brano il 24 marzo, durante l'evento March For Our Lives, manifestazione contro la violenza e l'uso delle armi in onore delle vittime del massacro a Parkland, Florida.

### 2019-presente:Charlie
A partire dal 2019, Charlie Puth inizia a pubblicare nuovi singoli destinati ad un nuovo progetto discografico. Il primo di questi brani è I Warned Myself, mentre nei mesi successivi vengono pubblicati Cheating on You e Mother. Nello stesso periodo, il cantante collabora anche con i 5 Seconds of Summer per un remix di Easier. Nel 2020, Puth realizza altre due collaborazioni: una con Gabby Barrett sul brano I Hope, singolo già pubblicato precedentemente dalla Barrett in versione solista con ottimo successo, ed un'altra con la cantante Lennon Stella in Summer Feelings. Successivamente, Puth rilascia un nuovo singolo intitolato Girlfriend, riprendendo dunque in mano la promozione del suo terzo album, la quale era stata interrotta a causa della pandemia da COVID-19. Il 14 agosto viene pubblicato il singolo Hard On Yourself in collaborazione con Blackbear.
Dopo aver scartato il materiale inizialmente prodotto per il suo terzo album in studio ed essersi preso una pausa per ritrovare sé stesso, Puth ha rilasciato Light Switch il 20 gennaio 2022 come primo singolo ufficiale del suo terzo album Charlie, previsto per lo stesso anno. L'8 aprile è stato pubblicato il secondo singolo That's Hilarious, seguito il 24 giugno dal terzo singolo Left and Right in collaborazione con Jungkook, membro della boy band sudcoreana BTS. Il 7 luglio, con un post su Instagram, il cantante annuncia la copertina dell'album e la data d'uscita dello stesso, prevista per il 7 ottobre 2022. Il quarto singolo del disco, Smells Like Me, è stato rilasciato a sorpresa il 2 settembre e a distanza di due settimane è stato pubblicato il quinto singolo, I Don't Think That I Like Her. Il 30 settembre è stato pubblicato il sesto singolo, Charlie Be Quiet!, a una settimana dalla pubblicazione dell'album.

## Vita privata
Charlie ha dichiarato che è stato molte volte vittima di bullismo a scuola.
Ha anche rivelato su On Air con Ryan Seacrest di aver avuto un esaurimento nervoso. Ha dichiarato: "L'esaurimento nervoso è stato causato semplicemente dal sovraccarico di lavoro, in combinazione con il jet-lag e la fama".

## Discografia
- 2016 – Nine Track Mind
- 2018 – Voicenotes
- 2022 – Charlie

## Filmografia

### Televisione
- Undateable (2016)
- The Voice (2016) – coach
- Life in Pieces (2017)
- Drop the Mic (2017)

### Web
- Charlies Vlogs (2009-2013)[60][61]
- Can You Sing? (2011)[62]

## Riconoscimenti
- Teen Choice Awards[63][64]
  - 2015 – Vittoria – Brano R&B/hip-hop per See You Again
  - 2015 – Vittoria – Brano da un film o uno show TV per See You Again
  - 2015 – Nomination – Miglior collaborazione musicale per See You Again
  - 2016 – Nomination – Miglior artista maschile
  - 2016 – Nomination -Miglior artista emergente
  - 2016 – Nomination – Miglior brano di un artista maschile per One Call Away
  - 2016 – Nomination – Miglior canzone Break-Up per We Don't Talk Anymore
  - 2018 – Nomination – Miglior brano di un artista maschile per Attention
- MTV Europe Music Awards[65]
  - 2015 – Nomination – Miglior canzone per See You Again
  - 2015 – Nomination – Miglior collaborazione per See You Again
  - 2016 – Nomination – Miglior artista MTV Push
- American Music Award[66]
  - 2015 – Nomination – Miglior canzone dell'anno per See You Again
  - 2015 – Nomination – Miglior collaborazione dell'anno per See You Again
- Hollywood Music in Media Awards[67]
  - 2015 – Vittoria – Song – Feature Film per See You Again
- Critics' Choice Movie Awards[68]
  - 2016 – Vittoria – Miglior canzone per See You Again
- Golden Globe[69]
  - 2016 – Nomination – Miglior canzone originale per See You Again
- Grammy Awards[70]
  - 2016 – Nomination – Canzone dell'anno per See You Again
  - 2016 – Nomination – Miglior performance di un duo/gruppo per See You Again
  - 2016 – Nomination – Miglior canzone scritta per un media visivo per See You Again
- Kid's Choice Awards
  - 2016 – Vittoria – Miglior collaborazione per See You Again
- Radio Disney Music Awards
  - 2016 – Nomination – Miglior artista emergente dell'anno
  - 2016 – Nomination – Miglior canzone Crush per One Call Away
- iHeartRadio Music Awards
  - 2016 – Nomination – Miglior collaborazione per See You Again
  - 2016 – Nomination – Miglior Lyrics per See You Again
  - 2016 – Nomination – Miglior canzone di un film per See You Again
- Billboard Music Awards[71]
  - 2016 – Nomination – Miglior nuovo artista
  - 2016 – Vittoria – Canzone della Top Hot 100 per See You Again
  - 2016 – Nomination – Brano più trasmesso alla Radio per See You Again
  - 2016 – Nomination – Canzone con più streaming per See You Again
  - 2016 – Vittoria – Miglior canzone Rap per See You Again
  - 2016 – Nomination – Canzone più venduta per See You Again
  - 2018 – Nomination – Artista più trasmesso alla Radio
  - 2018 – Nomination – Brano più trasmesso alla Radio per Attention
- MTV Video Music Awards
  - 2017 – Nomination – Miglior collaborazione per We Don't Talk Anymore
- BreakTudo Awards 2017[72][73]
  - 2017 – Nomination – Miglior Artista Maschile Internazionale per Attention
  - 2018 – Nomination – Artista Maschile Internazionale
  - 2018 – Nomination – Album dell'anno per Voicenotes
  - 2018 – Nomination – Tour Estivo per "Voicenotes Tour"
- Telehit Awards
  - 2016 – Nomination - Miglior solista maschile dell'anno
  - 2017 – Nomination – Miglior solista maschile dell'anno
- MBC Plus X Genie Music Awards
  - 2018 – Vittoria – Miglior artista Pop